# Tchan Šao-wen
Tchan Šao-wen (čínsky pchin-jinem Tán Shàowén, znaky zjednodušené 谭绍文, tradiční 譚紹文; 4. července 1929 – 3. února 1993) byl čínský komunistický politik, původně textilní inženýr, od roku 1982 působil v politických funkcích v Tchien-ťinu, od roku 1989 vedl tchienťinskou městskou organizaci Komunistické strany Číny, od roku 1992 byl i členem politbyra ÚV KS Číny.

## Život
Tchan Šao-wen se narodil 4. července 1929 v okresu Sin-ťin v provincii S’-čchuan, rodiče pracovali na poště. Vystudoval textilní inženýrství na Severozápadním technologickém institutu, od roku 1952 pracoval ve Třetí přádelně bavlny v Tchien-ťinu, následující rok přestoupil na textilní průmyslovou školu v Tchien-ťinu. Roku 1955 vstoupil do Komunistické strany Číny. Od roku 1958 byl zaměstnán na textilním institu v Che-peji. Během kulturní revoluce byl převeden k manuální práci, později vedl Institut textilního inženýrství v Tchien-ťinu.
Roku 1981 přešel do politiky, v tchienťinské městské radě odpovídal za kulturu a vzdělání. Následujícího roku byl jmenován generálním sekretářem městského výboru KS Číny v Tchien-ťinu, poté zástupcem tajemníka městského výboru komunistické strany. Od roku 1988 vedl tchienťinský městský výbor politického poradního shromáždění. V říjnu 1989 byl zvolen tajemníkem tchienťinského městského výboru KS Číny (namísto Li Žuej-chuana, který přešel do stálého výboru politbyra). Na XIV. sjezdu KS Číny v říjnu 1992 byl zvolen členem ústředního výboru i politbyra ÚV KS Číny.
Zemřel v Tchien-ťinu 3. února 1993 ve věku 63 let.